# Midori (Sagamihara)
Midori (jap. 緑区 Midori-ku) – jedna z trzech dzielnic Sagamihary, miasta w prefekturze Kanagawa, w Japonii. Ma powierzchnię 253,93 km². W 2020 roku mieszkało w niej 170 139 osób, w 74 829 gospodarstwach domowych  (w 2010 roku 176 192 osób, w 70 029 gospodarstwach domowych).
Dzielnica została założona 1 kwietnia 2010 roku, kiedy to miasto Sagamihara zostało oznaczone rozporządzeniem rządowym. Od wschodu graniczy z dzielnicą Chūō, a od północy z miastami Machida i Hachiōji.